# Březové Hory

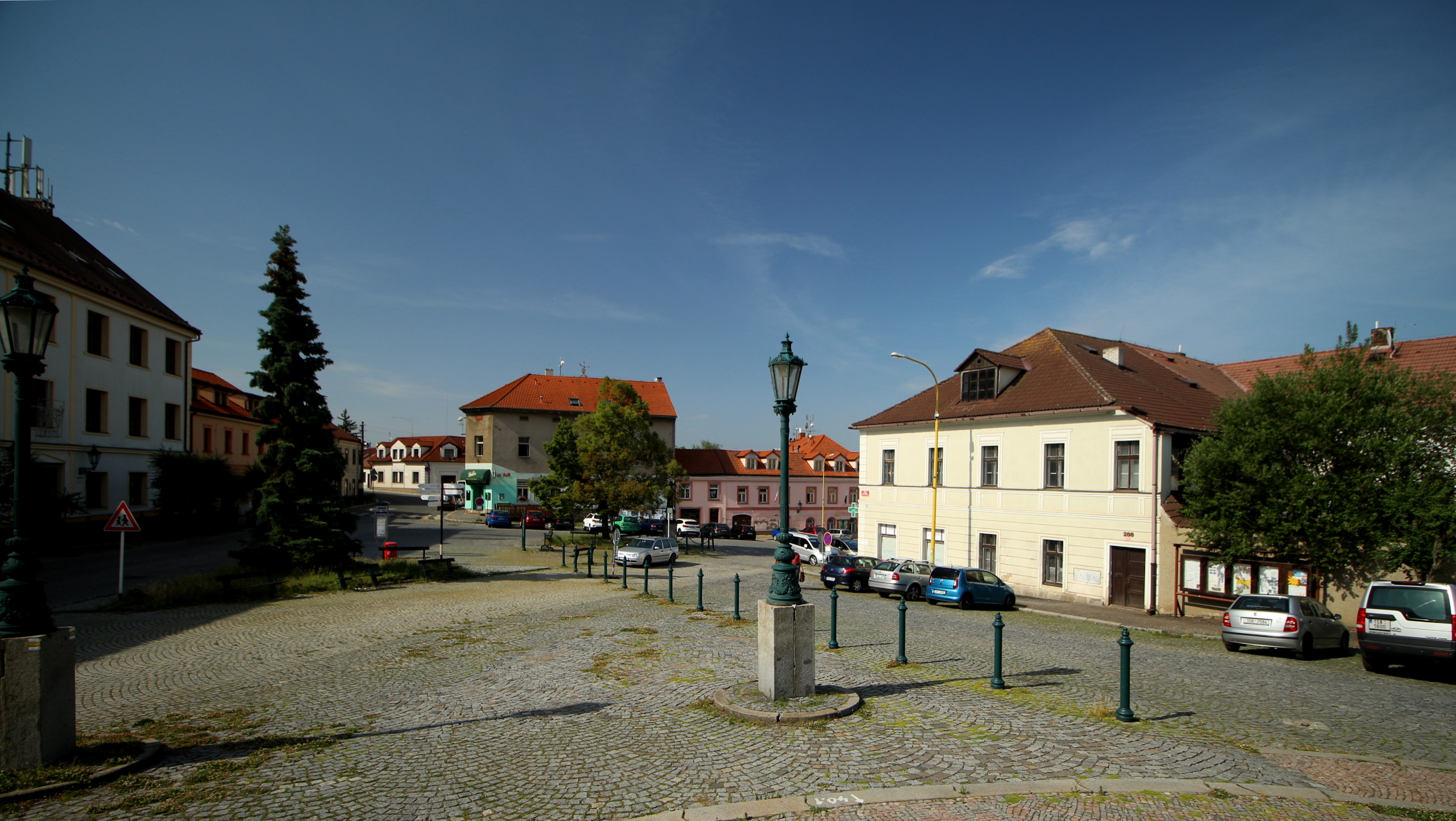
Nám. J. A. Alise

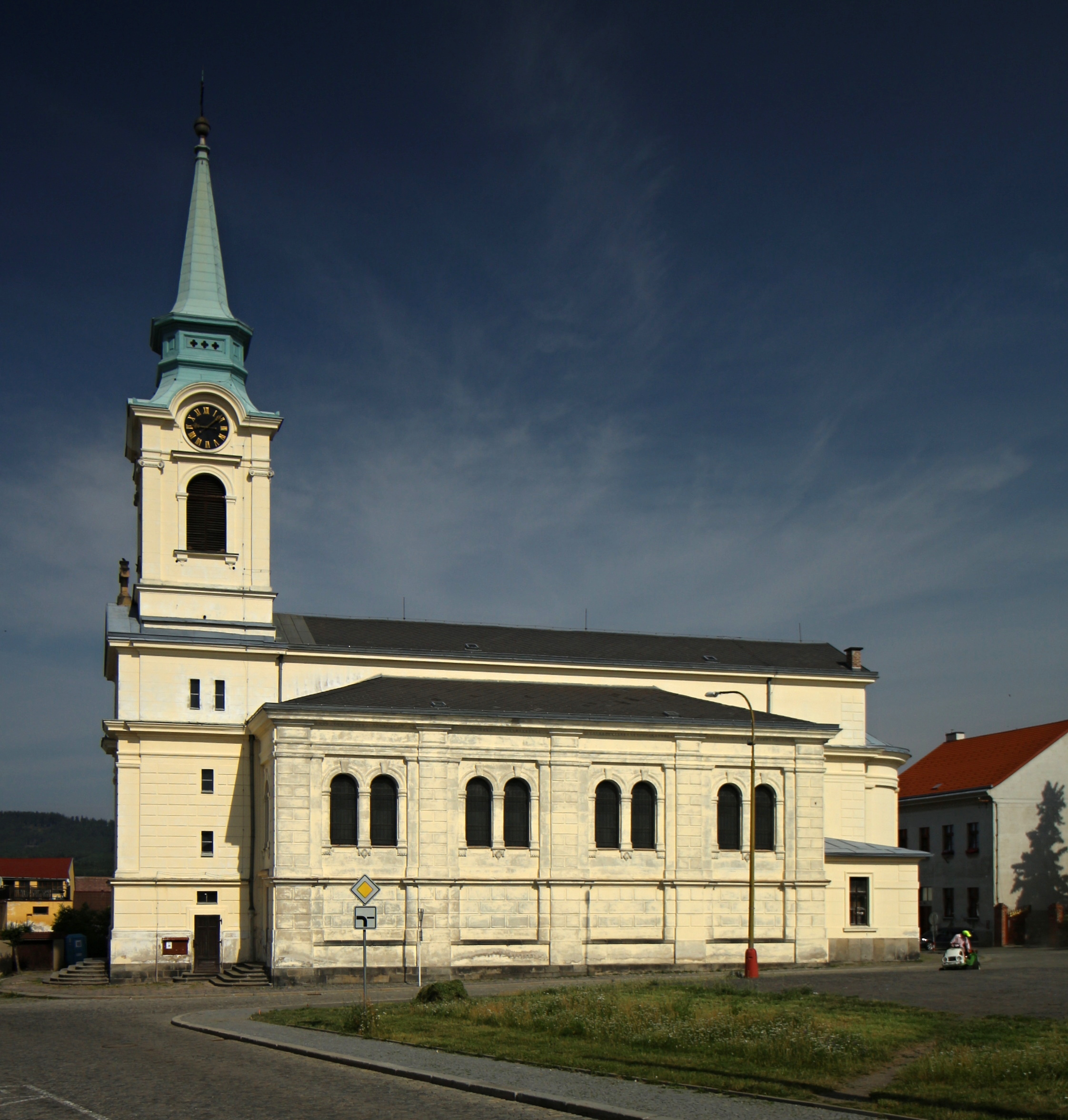
Kirche des hl. Adalbert

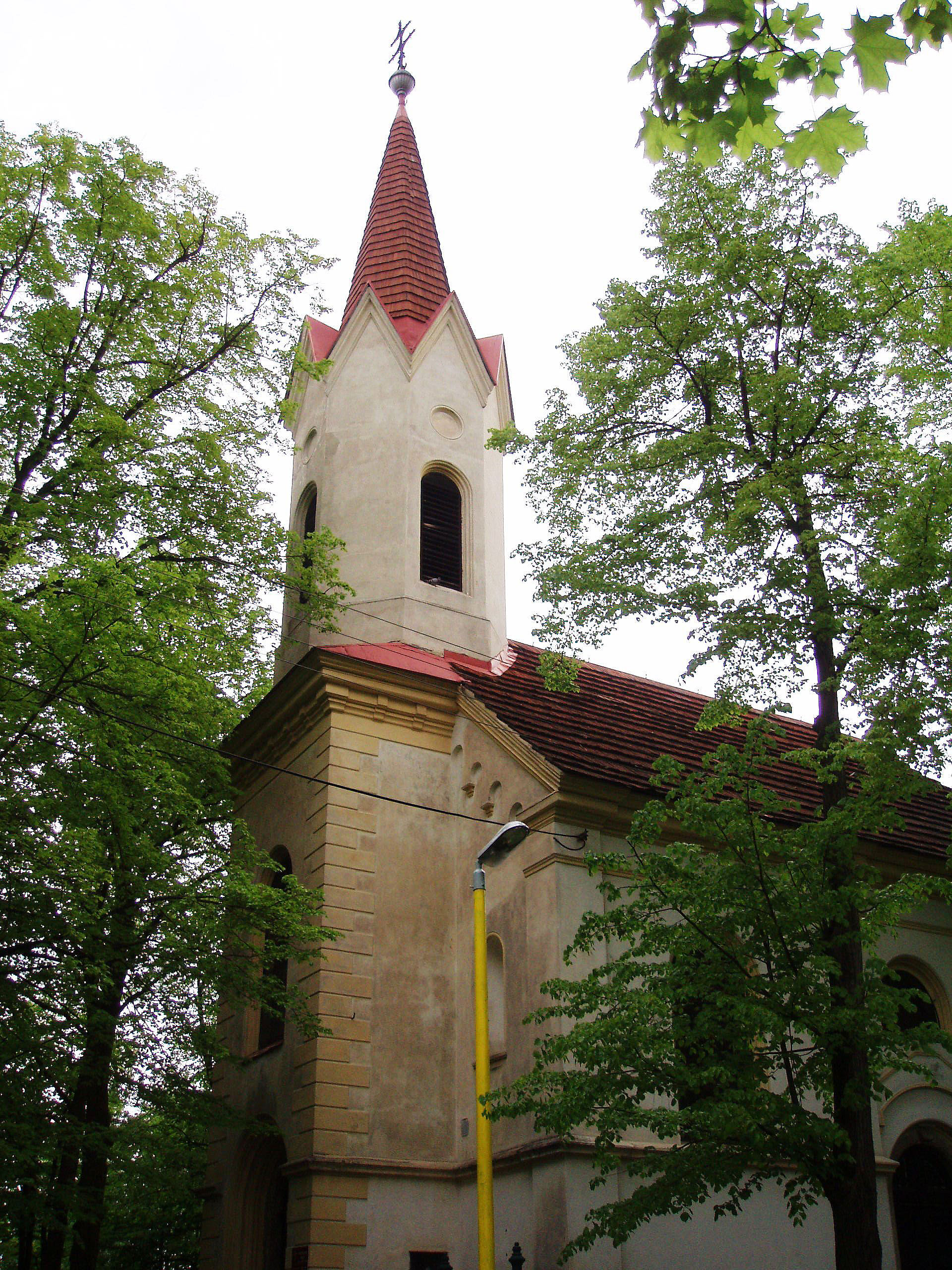
Kirche des hl. Prokop

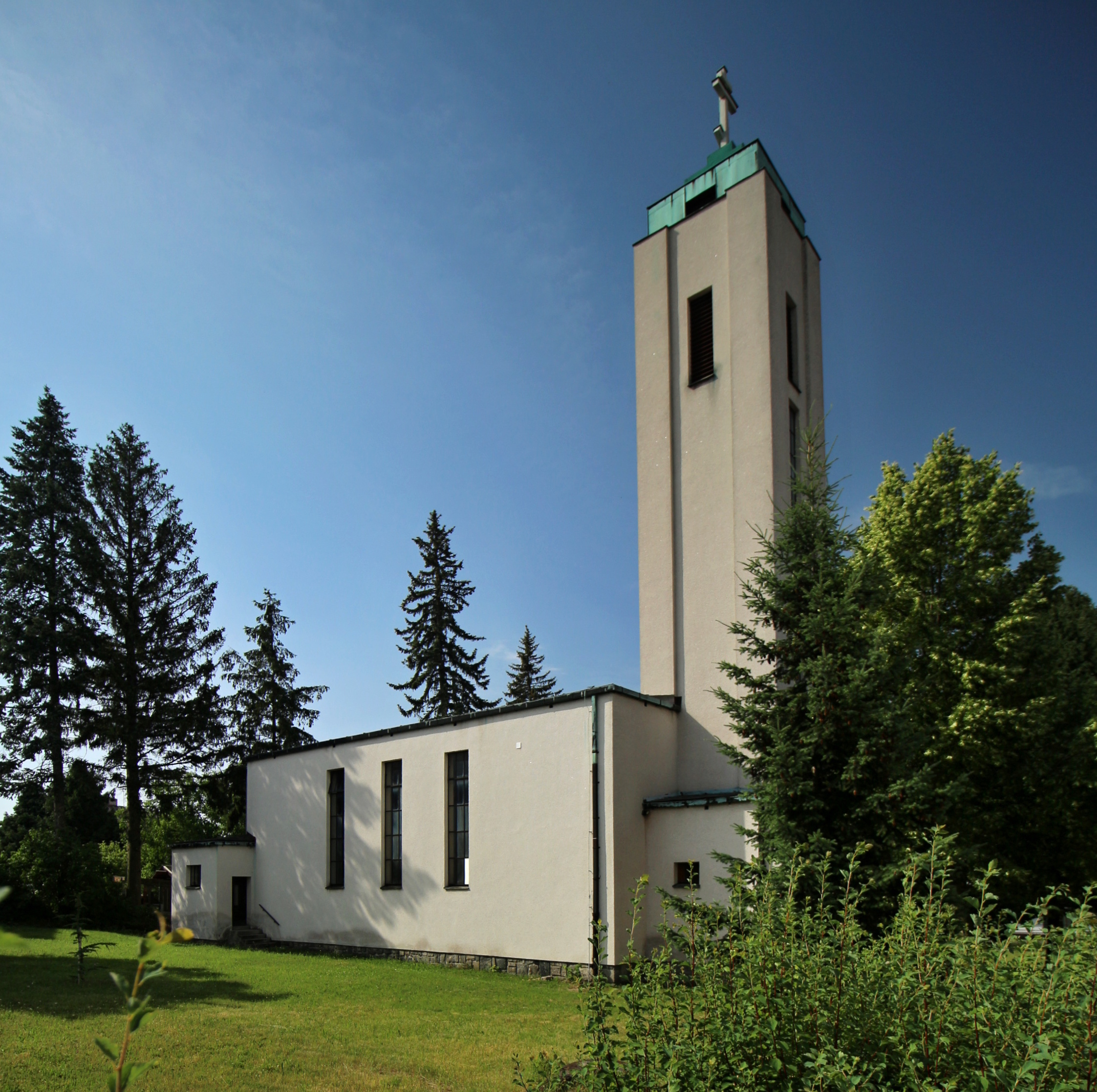
Hussitische Kirche

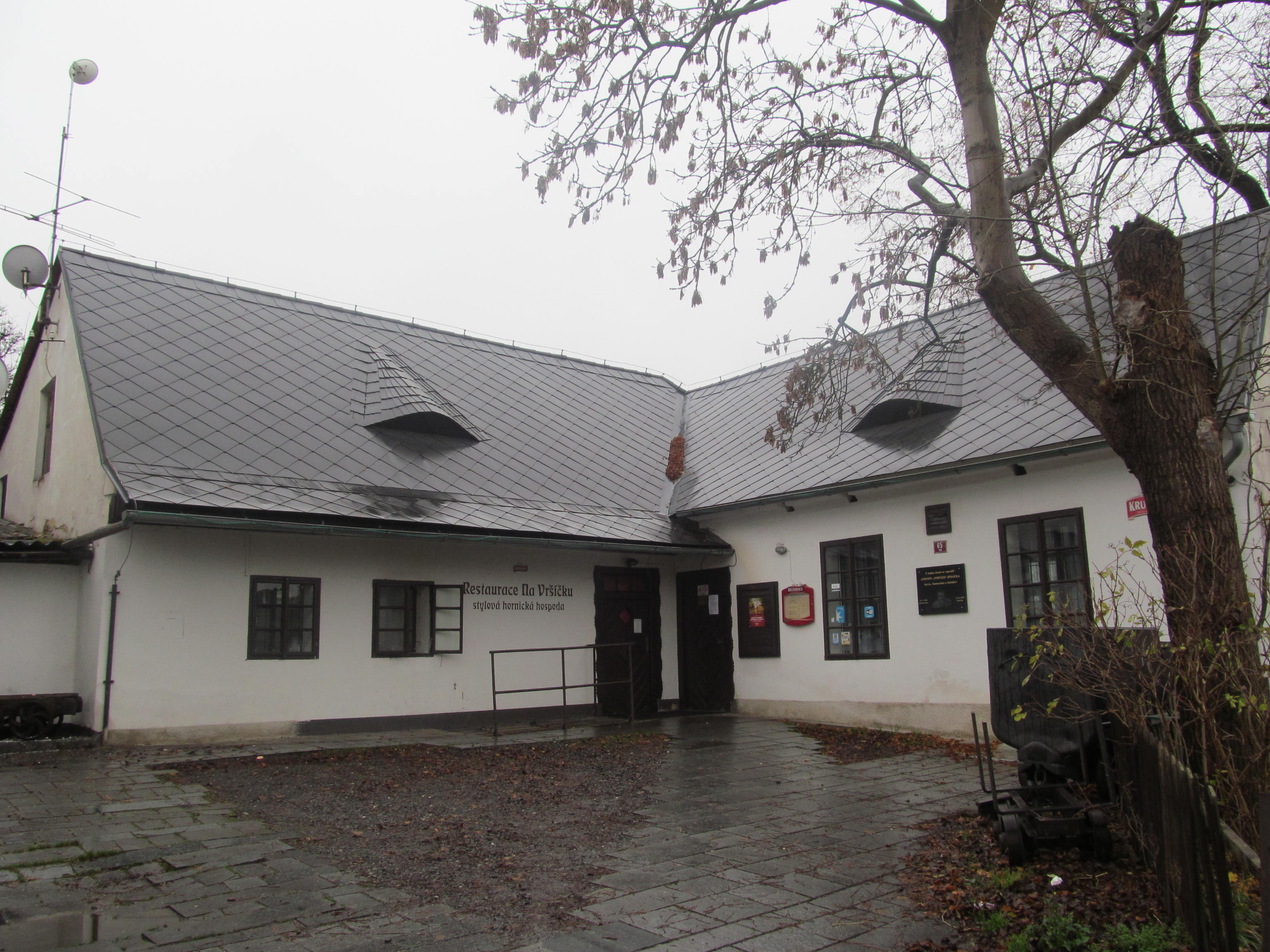
Historische Bergmannskneipe „Na Vršíčku“

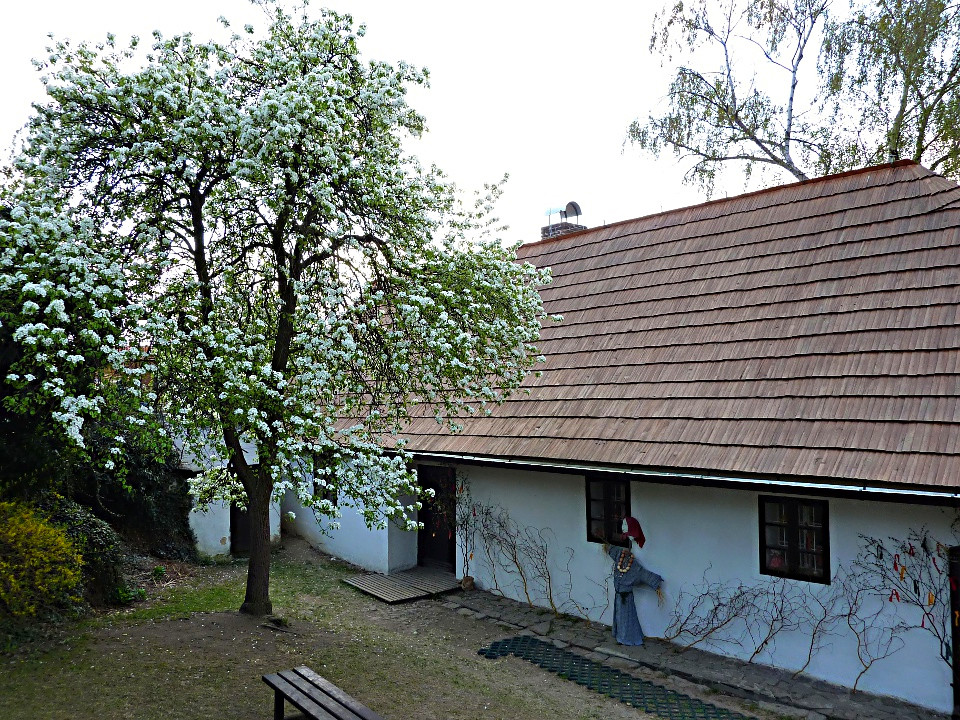
Bergmannshäuschen Havířská čp. 105

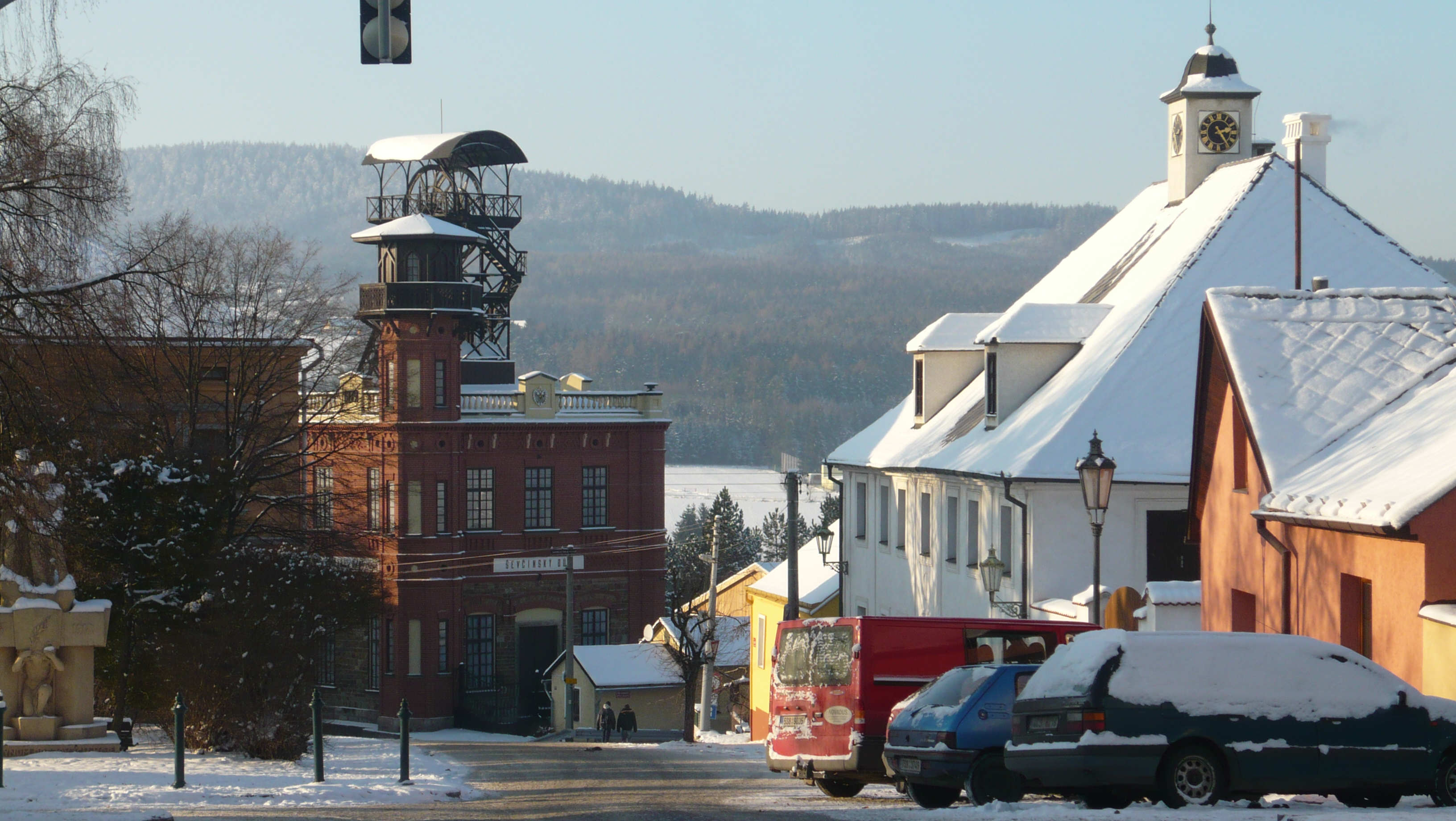
Förderturm der Grube Ševčinský důl

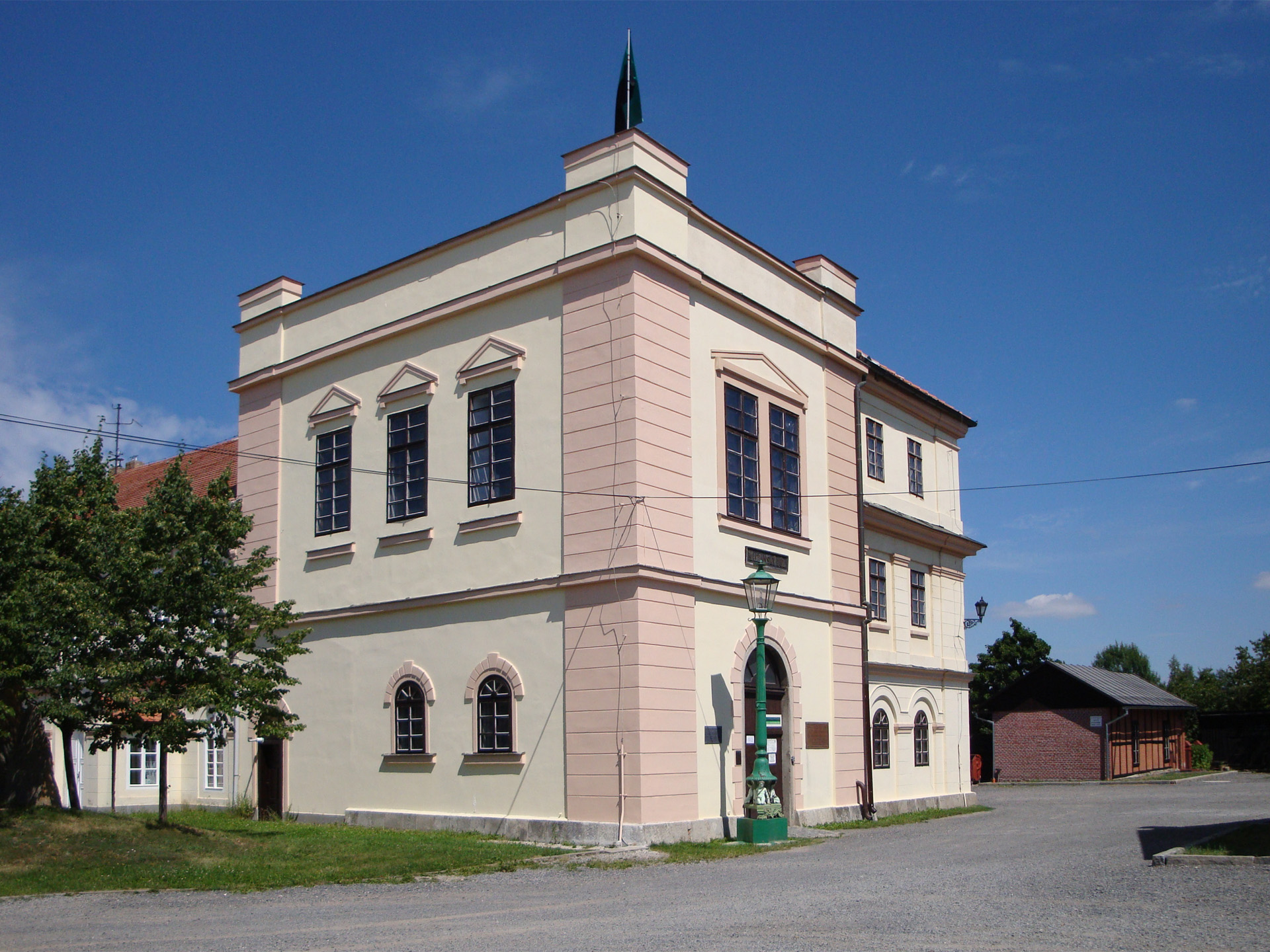
Tagegebäude des Maria-Schachtes

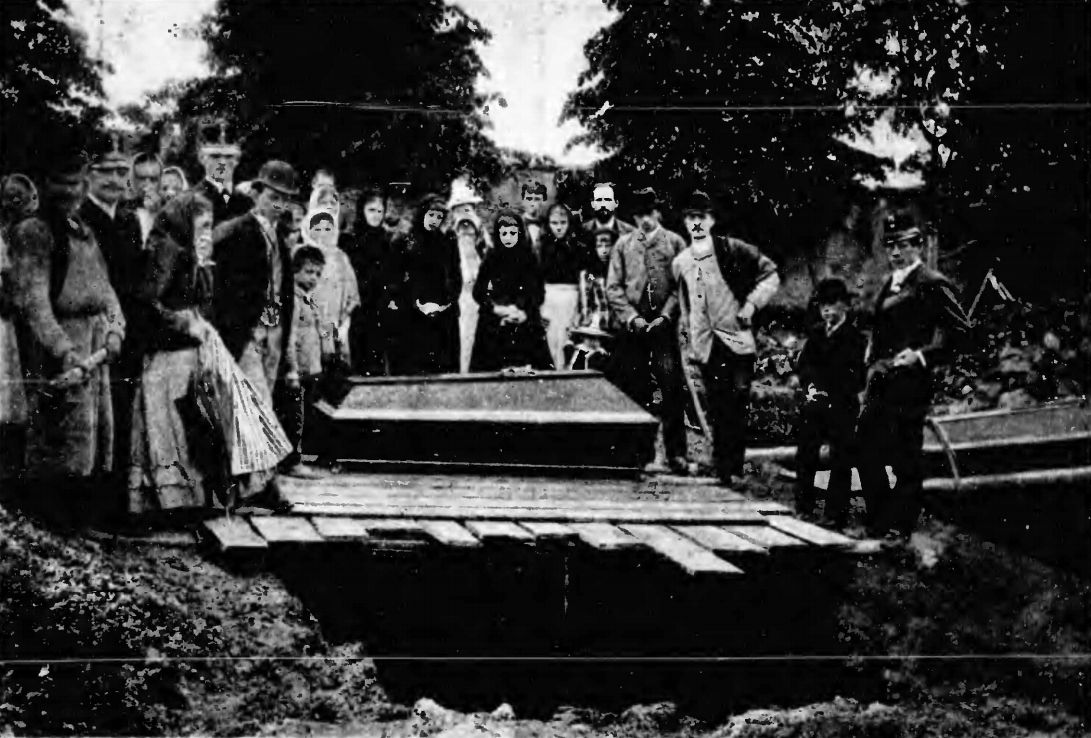
Beisetzung der Opfer des Grubenunglücks am 24. Juni 1892

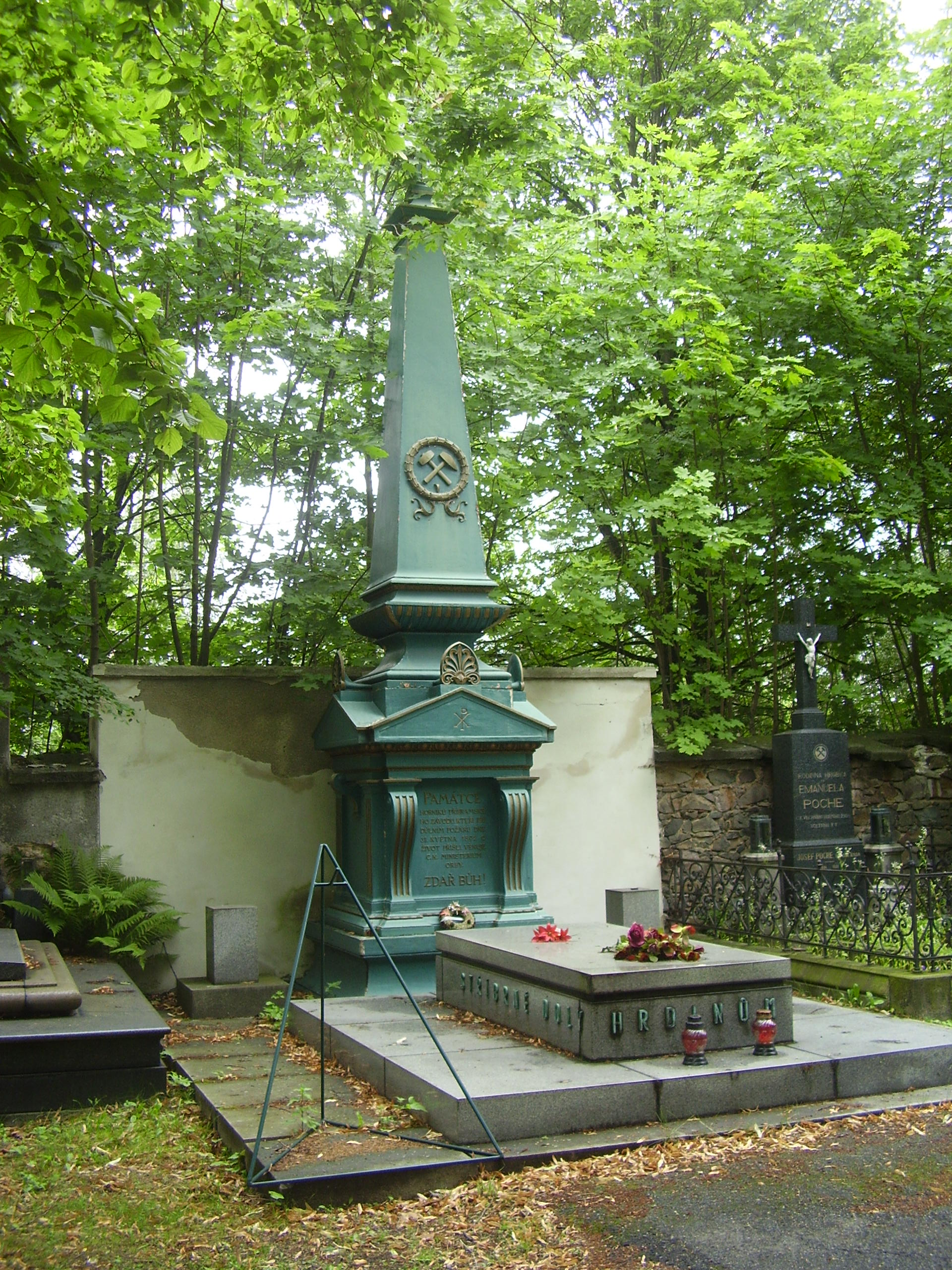
Obelisk zum Gedenken an die Opfer des Grubenunglücks von 1892

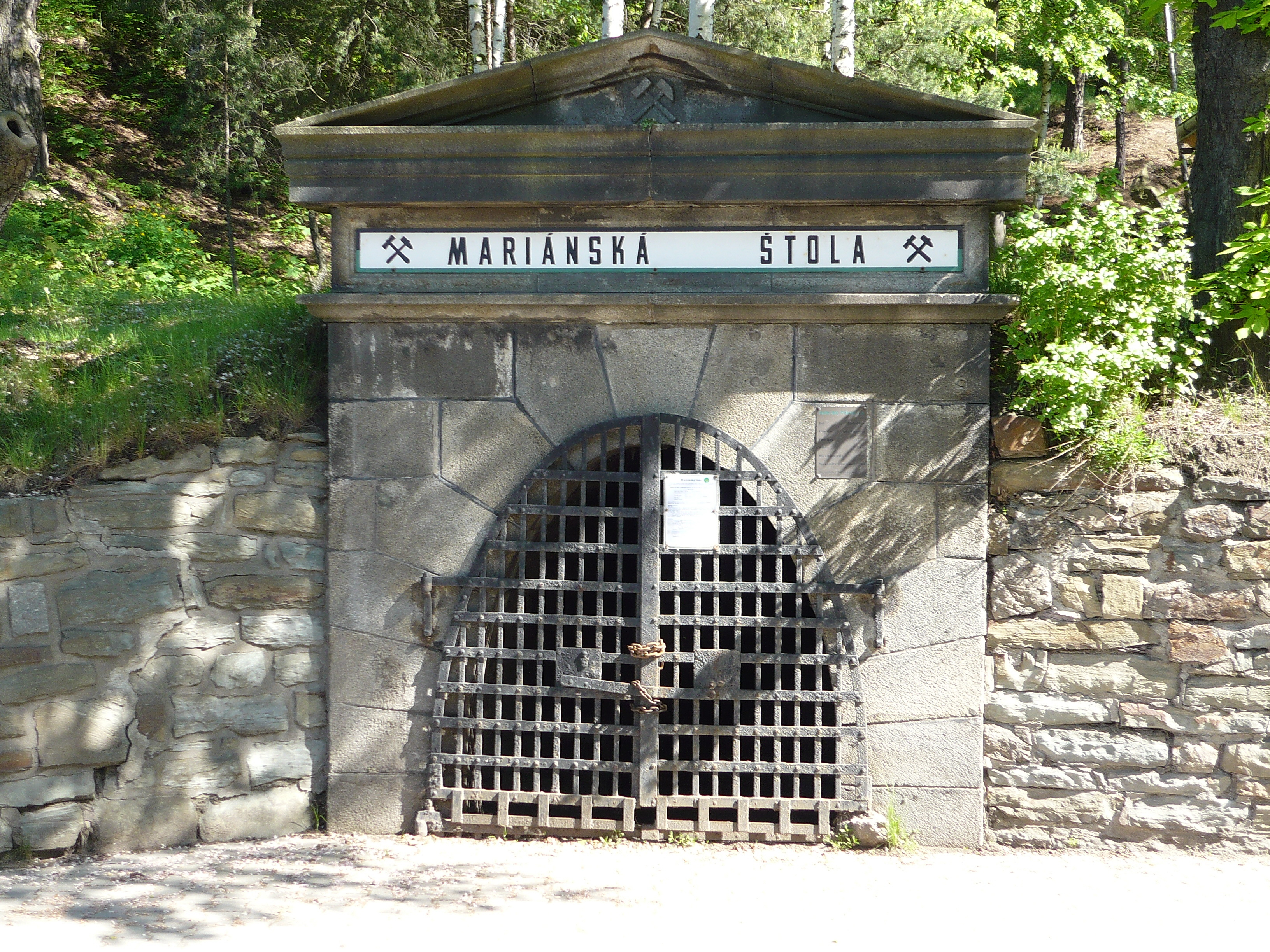
Portal des Maria-Stollens

Březové Hory (deutsch: Birkenberg) ist ein Ortsteil der Stadt Příbram in Tschechien. Die ehemalige königliche Bergstadt liegt anderthalb Kilometer südwestlich des Stadtzentrums von Příbram und gehört zum Okres Příbram.

## Geographie
Březové Hory befindet sich in der Příbramská pahorkatina (Příbramer Hügelland) auf dem Bergrücken Březový vrch (Birkenberg) zwischen den Tälern der Litavka und des Příbramský potok (Příbramer Bach). Südlich erhebt sich der Drkolnov (555 m n.m.). Durch Březové Hory führt die Staatsstraße II/18 zwischen Příbram und Rožmitál pod Třemšínem.
Nachbarorte sind Nové Podlesí und Lhota u Příbramě im Norden, Příbram I im Nordosten, Příbram IV im Osten, Příbram VII im Südosten, Příbram VIII und Příbram V-Zdaboř im Süden, Vysoká Pec und Lazec im Südwesten, Drmlovo Pole und Orlov im Westen sowie Staré Podlesí im Nordwesten.

## Geschichte
Im Tal der Litavka unterhalb des Birkenberges wurde bereits im 2. Jahrhundert v. Chr. Gold gewaschen. Nach einigen Jahrhunderten wurde die Goldwäscherei wegen Erschöpfung der Lagerstätte aufgegeben. Archäologische Funde belegen, dass am Birkenberg bereits im 10. Jahrhundert Bergbau betrieben wurde. Aus der ersten bekannten Phase des Příbramer Silberbergbaus im 14. und 15. Jahrhundert finden sich jedoch kaum Überlieferungen mit Bezug auf den Birkenberg, lediglich eine Nachricht aus dem Jahre 1311 lässt sich dem Birkenberg zuordnen.
Nachdem zu Beginn des 16. Jahrhunderts an dem Berg eine reiche Silberlagerstätte entdeckt worden war, setzte der zweite wirtschaftliche Aufschwung der Gegend ein. In den 1520er-Jahren siedelten sich am Birkenberg Bergleute an. 1526 überließ der Oberstmünzmeister Johann Trczka von Wittenz (Jan Trčka z Vitence) den Bergleuten einen Platz am Birkenberg zur Gründung einer Bergmannssiedlung. Sie entstand wahrscheinlich nordöstlich der späteren Stadt auf dem Hügel Koráb um einen Glockenturm, an dessen Stelle später die St. Prokop-Kapelle errichtet wurde. Die als Birkenberg bzw. Hory bezeichnete Siedlung bestand anfänglich aus ca. 20 Bergmannshäusern. Unterhalb des Birkenberges wurde die Wasserkraft der Litavka zum Betrieb von Pochwerken genutzt. Am Flachhang links des Baches hatten sich 1524 ebenfalls Bergleute angesiedelt, die ihre Siedlung nach deren Lage unterhalb des Brdywaldes Podlesí nannten. Der zum Ausgang des 16. Jahrhunderts einsetzende Niedergang des Bergbaus am Birkenberg führte zur Verödung der Siedlung. In der Mitte des 17. Jahrhunderts lagen 13 der 25 Birkenberger Häuser wüst. Bis 1714 gehörte Birkenberg zum Podbrder Kreis, danach wurde die Bergfreiheit Teil des Berauner Kreises. In der Müllerschen Karte von 1720 ist Birkenberg bzw. Hory als ein unbefestigtes Städtchen dargestellt.
Die Bergfreiheit Birkenberg hatte zu dieser Zeit zwar einen eigenen Richter, unterstand jedoch der Königlichen Silberbergstadt Přibram, auf deren Herrschaftsgebiet sie sich befand. Přibram verhinderte die weitere Entwicklung von Birkenberg u. a. dadurch, dass es die Ansiedlung von nicht für den Bergbau arbeitenden Handwerksbetrieben wie Fleischern und Bäckern in Birkenberg untersagte. Nachdem zu Ende des 18. Jahrhunderts der Birkenberger Silberbergbau unter Leitung des Příbramer Berg- und Hüttenmeisters Johann Anton Alis durch Modernisierung und Erschließung neuer Tiefbaue zu neuer Blüte gelangt war, führte dies auch zu einem Aufschwung des Bergstädtchens Birkenberg. Zwischen den neuen Schachtanlagen Kaiser Franz Joseph und Maria wurde in der ersten Hälfte des 19. Jahrhunderts ein neuer Hauptplatz (nám. J. A. Alise) angelegt. 1841 erhielt Birkenberg eine eigene städtische Verwaltung, bestehend aus dem Stadtgericht mit einem Stadtrichter und einem geprüften Syndikus. Damit wurde es von der Herrschaft Přibram abgetrennt und zum freien Bergstädtchen. Im selben Jahre stifteten der Stadtrichter Dybánek und der Syndikus Lampel ein Armeninstitut.
Im Jahre 1846 bestand das Königliche freie Bergstädtchen Birkenberg bzw. Březowé Hory, zumeist nur Hory genannt, aus 201 Häusern mit 1979 Einwohnern. Diese waren mit Ausnahme einiger Handwerker fast ausschließlich Bergleute. Das Städtchen hatte eine Gesamtfläche von 124 Joch 865 Quadratklafter. Die Haupterwerbsquelle bildete der Blei- und Silberbergbau, nebenbei wurde in geringem Umfang etwas Landwirtschaft betrieben. Unter dem Patronat des k.k. Montan-Aerars stand die Filialkapelle des hl. Prokop. Birkenberg war Sitz eines k.k. Schichtamtes. Im Ort gab es eine Schule mit drei Klassen. Zu den technischen Anlagen beim Bergbau gehörten u. a. eine Dampfmühle mit zwei Gängen beim St. Marien-Schacht, ein Waschwerk und zwei Pochwerke. Aus dem Armeninstitut musste derzeit niemand versorgt werden. Pfarrort war Příbram. Bis zur Mitte des 19. Jahrhunderts bildete das Königliche freie Bergstädtchen Birkenberg eine Enklave innerhalb des Herrschaftsgebietes der Königlichen Silberbergstadt Přibram.
Nach der Aufhebung der Patrimonialherrschaften bildete Birkenberg / Březová Hora ab 1850 eine Minderstadt im Gerichtsbezirk Příbram. Ab 1868 gehörte Birkenberg zum Bezirk Příbram. Seit den 1880er Jahren wurde Březové Hory als tschechischer Ortsname verwendet. Am 31. Mai 1892 kam es auf dem Mariaschacht zu einem Grubenbrand, bei dem 319 Bergleute starben. Wegen der Bedeutung des Birkenberger Silberbergbaus erhob Kaiser Franz Joseph I. Birkenberg 1897 zur Königlichen Bergstadt und erteilte ihr 1898 ein Wappen. Im Zuge des seit 1890 zwischen der Stadt Příbram und der Gemeinde Podlesí schwelenden Grenzstreites wegen des unter zweifelhaften Umständen neu gebildeten V. Stadtviertels von Příbram trat die Stadt Příbram 1902 die seit jeher zu ihrem Gebiet gehörige Ansiedlung Drmlovo Pole zum Unwillen der Gemeinde Podlesí an die Stadt Březové Hory ab. Im Jahre 1900 lebten in den 407 Häusern von Březové Hory 5543 Personen, dies war die höchste Einwohnerzahl in der Geschichte der Stadt. Zwischen 1930 und 1933 wurde westlich des Adalbertschachtes eine staatliche Drahtseilfabrik errichtet, die danach auf das Gelände der Grube Anna verlegt wurde. Im Jahre 1932 lebten in Březové Hory 3857 Personen.
1953 wurde Březové Hory nach Příbram eingemeindet; dabei wurde die links der Litavka gelegene Siedlung Drmlovo Pole gemäß dem Grenzvergleich von 1910, der den Bach als Grenze zwischen Příbram und Podlesí festlegte, an Podlesí abgetreten. In der zweiten Hälfte des 20. Jahrhunderts wuchs Březové Hory durch den Bau neuer Wohnsiedlungen mit Příbram zusammen. 1978 wurde der Bergbau in Březové Hory eingestellt. Seit 1980 trägt der Ortsteil den Namen Příbram VI-Březové Hory. Im Jahre 1991 hatte Březové Hory 1284 Einwohner, beim Zensus von 2001 lebten in den 470 Wohnhäusern 1323 Personen.
Im Jahre 2014 wurden die Mundlöcher des Maria-Stollns und des Ševčin-Stollns, die Tagesgebäude der Gruben Anna, Vojtěch und Ševčin sowie die Tagesgebäude und die historischen Grubenbaue der Grube Drkolnov zu Nationalen Kulturdenkmalen erklärt.

## Bergbau
Die Gänge am Birkenberg streichen hauptsächlich nach der Richtung des Bergrückens von Süden nach Norden. Die bedeutendsten sind der St. Adalberti-, der St. Johannes-, der St. Prokopi-, der St. Eusebii-, der St. Anna-, der St. Caroli-, der Fundgrubner- und der Strachen-Gang.
Archäologische Untersuchungen brachten die Erkenntnis, dass die Silberlagerstätte am Birkenberg bei Příbram bereits im 10. Jahrhundert bebaut wurde. Die älteste schriftliche Nachricht vom Bergbau am Birkenberg stammt aus dem Jahre 1311. Nachdem zu Beginn des 16. Jahrhunderts am Berg reiche Silbergänge entdeckt worden waren, entstand bei den Schächten die bergmännische Siedlung Birkenberg. Zwischen 1550 und 1567 hatte der Birkenberger Bergbau seine erste Blütezeit, die Grubenbaue erreichten eine Teufe bis zu 250 m.
Zum Ende des 16. Jahrhunderts setzte eine Rezession des Birkenberger Silberbergbaus ein. Ab 1610 lagen alle Silberbergwerke am Birkenberg unbebaut. Im Jahre 1708 wurde der Bergbau am Birkenberg wiederaufgenommen. Zur Wiederherstellung eines kontinuierlichen Betriebs auf der Silberlagerstätte wurde von der Příbramer Seite der neue Karl-Borromäus-Erbstolln in den Birkenberg getrieben. In der 1726 durch Johann Christian Fischer gefertigten Karte der Příbramer Bergwerke wird der Stollnvortrieb dargestellt. Außerdem wurden bei Hochofen (Vysoká Pec) zwei Kunstteiche angelegt: an der Litavka der Hochofner Teich (Vysokopecký rybník) und am Mlýnsky potok der Wokatschower Teich (Vokačovský rybník), sowie neue Wasserkünste angeschafft; dazu nahm das Städtchen Birkenberg bei der Stadt Příbram einen Kredit von 3000 Gulden auf. 1750 erfolgte unter Leitung des Grafen Mitrowsky eine Revision des gesamten Příbramer Bergbaus, dabei wurde eine Vielzahl von Mängeln festgestellt. Die Verbesserungsvorschläge blieben undurchführbar, weil die Mittel fehlten.
1775 wurde der Kuttenberger Berg- und Hüttenmeister Johann Anton Alis in gleicher Funktion nach Příbram berufen. Alis, der aus Hochofen stammte und die Birkenberger Lagerstätte bestens kannte, führte den Birkenberger Silberbergbau durch Erschließung neuer Tiefbaue zu neuer Blüte. 1779 ließ er den Adalbert-Schacht als saigeren Hauptförderschacht abteufen. Auf dem Adalbert-Schacht bereitete der Wasserzudrang aus dem abgesoffenen mittelalterlichen Altbergbau starke Probleme; 1782 ertranken zehn Bergleute bei einem Wasserdurchbruch aus dem Alten Mann. In den 1780er-Jahren entstand nordwestlich des Schachtes die Adalberter Wäsche (Vojtěšská prádla). 1789 begann das Abteufen des Anna-Schachtes als zweitem Hauptförderschacht. 1813 folgte der Kaiser-Franz-Joseph-Schacht, 1822 der Maria-Schacht und 1832 der Prokop-Schacht. 1836 erfolgten auf dem Maria-Schacht die ersten Versuche zu Förderung mit Drahtseilen anstelle von Hanfseilen. Im Jahre 1849 ging auf dem Maria-Schacht die erste Dampfmaschine des Birkenberger Reviers zusammen mit der ersten Fahrkunst der k.k. Monarchie in Betrieb. Zum Transport der aus dem Maria-Schacht geförderten Erze zur Adalberter Aufbereitung wurde der 532 m lange Maria-Stolln angelegt. Vom Prokop-Schacht wurde 1857 zum Erztransport zum Aufbereitung bei den Gruben Anna und Adalbert der 217 m lange Prokop-Stolln vorgetrieben.
Seine Blütezeit erreichte der Bergbau am Birkenberg am Übergang vom 18. zum 19. Jahrhundert, als die fünf Gruben 97 % des in der k.k. Monarchie gewonnenen Silbers lieferten, damit gehörten die Gruben am Birkenberg zu den bedeutendsten Silberbergwerken in Europa. In der Mitte des 19. Jahrhunderts wurde der umfangreiche Bergbau im Birkenberg von einer Hauptgewerkschaft unter Oberleitung des Montan-Aerars betrieben. Dabei waren 4000 Personen beschäftigt. Jährlich wurde 28.000 Mark Silber, 50.000 Zentner Blei, Glätte und Mennige sowie eine größere Menge Zinkblende gewonnen. Der tiefste Schacht erreichte eine Teufe von 180 Klaftern. Der Umstand, dass das k.k. Berg-Oberamt und das Berggericht ihren Sitz in Příbram hatte, führten zu dem weit verbreiteten Irrtum, dass der Birkenberger Bergbau auf Příbramer Gebiet betrieben wurde. Bis zu den 1860er-Jahren wurde die gesamte Birkenberger Lagerstätte von dem zu Příbram gehörigen Schwarzgruber Revier (Černojamský revír) im Norden über den Drkolnov und die Řimbaba bis nach Bohutín im Südwesten erschlossen und weitere Schächte abgeteuft. Am 8. Mai 1875 wurde mit dem 30. Lauf auf dem Adalbert-Schacht weltweit erstmals in einer Teufe von 1000 m Bergbau betrieben, ausgefördert wurde mit einem einzigen Förderseil. 1884 entstand der Kaiser-Franz-Joseph-Stolln, durch den über eine schmalspurige Grubenbahn das Erz zur Adalberter Wäsche transportiert wurde. 1892 hatten die fünf saigeren Birkenberger Hauptschächte folgenden Teufen erreicht: Maria-Schacht 1110 m, Adalbert-Schacht 1099 m, Franz-Joseph-Schacht 991 m, Anna-Schacht 942 m, Prokop-Schacht 909 m. Die Grubenbaue hatten eine Ausdehnung von 154 ha.
Der Grubenbrand vom 31. Mai 1892 auf dem Maria-Schacht mit 319 Toten war das schwerste Bergwerksunglück der k.u.k. Monarchie. Der Brand brach im Füllort des 29. Laufes aus und breitete sich in den sehr trockenen Tiefbauen rasch nach oben aus. Als Ursache wird ein weggeworfener Zigarrenstumpen oder Dochtrest vermutet. Die Opfer wurden auf dem Birkenberger Friedhof in zwei Massengräbern beigesetzt.
Der zum Ende zum Ende des 19. Jahrhunderts einsetzende und bis zur Mitte des 20. Jahrhunderts anhaltende Verfall des Silberpreises machte den Birkenberger Bergbau zunehmend unrentabel. Anfang des 20. Jahrhunderts kaufte die k.u.k. Monarchie sämtliche Silberbergwerke im Příbramer Bergrevier auf und vereinigte sie in eigener Regie als k.k. Staatsbergwerksbetriebe Příbram. Dabei konnten durch den Betrieb mit geringster Belegschaft sowie Reduzierung der Instandhaltungsarbeiten und der Erkundungsbaue die Verluste auf unter 14 % reduziert werden. Die Grubenbahn durch den Kaiser-Franz-Joseph-Stolln wurde um 1900 stillgelegt.
Nach der Gründung der Tschechoslowakei konnte das Staatsbergwerk 1919 auf Grund des kurzzeitigen Anstiegs der Metallpreise erstmals wieder Gewinn erzielen. Im selben Jahr wurde vom Bahnhof Příbram ein Gleisanschluss zur Adalberter Wäsche hergestellt. Der Kaiser-Franz-Joseph-Stolln und -Schacht wurden dem neuen Zeitgeist gemäß umbenannt und erhielten ihren neuen Namen nach dem Gang Ševčin.
In den Jahren 1928 bis 1929 entstand in der Adalberter Wäsche eine Flotationsanlage. Trotz der verbesserten vertikalen Transportmöglichkeiten, dem maschinellen Bohren und der Elektrifizierung stagnierte der Birkenberger Bergbau. Die aufgegebenen Gruben Marie (Maria-Schacht) und Ševčín (Kaiser-Franz-Joseph-Schacht) beeinträchtigten die Wetterführung. 1935 entstand eine Seilbahn, die das in der Grube Generál Štefánik bei Bohutín geförderte Erz zur Adalberter Wäsche transportierte.
Nach dem Zweiten Weltkrieg begann 1947 zunächst in den Gruben Anna und Lill der Abbau von Pechblende zur Urangewinnung. Wenig später wurde auch die Grube Prokop instand gesetzt und mit neuen Maschinen ausgestattet. In den 1950er-Jahren wurde auch die Grube Vojtěch wiederhergestellt. 1966 verordnete die Regierung der Tschechoslowakei durch den Beschluss Nr. 277/1966 die Stilllegung der Příbramer Bergwerke bis 1971. Diese Entscheidung konnte wegen steigender Metallpreise noch einige Jahre hinausgeschoben werden. Am 30. Juni 1978 wurden die Bergwerke in Březové Hory endgültig stillgelegt. Mit 1597,6 m erreichte der Prokop-Schacht die größte Teufe des Reviers.
Nach der Einstellung des Bergbaus bildete die ehemalige Grube Ševčinský důl den Grundstock für das neue Bergbaumuseum Příbram; 1979 eröffnete im Schachtgebäude die erste Ausstellung. Im Jahre 1996 kaufte das Bergbaumuseum das Schachtgebäude und Maschinenhaus der Grube Vojtěch, nach Abschluss der Rekonstruktionsarbeiten ist es seit 2000 öffentlich zugänglich. In den Jahren 2005 bis 2006 ließ das Bergbaumuseum die Grubenbahn über eine neue gusseiserne Brücke in Březové Hory und durch den Ševčinská štola als Besucherattraktion wiederaufbauen.

## Ortsgliederung
Der Ortsteil Příbram VI-Březové Hory gliedert sich in die Grundsiedlungseinheiten Ferdinandka, Nad Litavkou, U Dolu Anna und U Vojtěcha.
Der Ortsteil Příbram VI-Březové Hory ist Teil des Katastralbezirkes Březové Hory mit einer Fläche von 246 ha, der auch Teile der Ortsteile Příbram IV, Příbram V-Zdaboř, Příbram VII und Příbram VIII umfasst. Die Grundsiedlungseinheiten Březové Hory-sever und Březové Hory-západ II gehören zum Ortsteil Příbram VII, Březové Hory-západ I zum Ortsteil Příbram V-Zdaboř; Březové Hory-jih anteilig zu Příbram VII und Příbram VIII.

## Legenden
Nach Václav Hájek z Libočans Kronyka Czeská soll die legendäre Stammmutter und Seherin Libussa den Silberfund am Birkenberg prophezeit haben; „Vidím vrch březový, jest stříbra vnitř plný…“ (Ich sehe den Birkenberg, er ist in seinem Innern voll Silber…). Ebenso wird die Hájek zugeschriebene Horymír-Legende mit dem Birkenberg in Verbindung gebracht, wobei darin nur von den Příbramer Gruben die Rede ist.

## Sehenswürdigkeiten
- Kirche des hl. Adalbert auf dem Markt (náměstí J. A. Alise), erbaut 1889–1890 nach Plänen von Bedřich Münzberger. Ursprünglich war ein anderer Standort vorgesehen, der dort angefangene Bau begann sich jedoch wegen Altbergbaus zu senken.
- Kirche des hl. Prokop, sie wurde 1732 als barocke Filialkapelle errichtet und in der Mitte des 19. Jahrhunderts zur Kirche vergrößert. 1879 erfolgte ein Umbau im neoromanischen Stil.
- Hussitische Kirche Jakoubek ze Stříbra, errichtet 1936
- Statue des hl. Johannes von Nepomuk, südlich der Adalberti-Kirche auf dem Markt
- Bergbaumuseum Příbram mit
  - Důl Anna (Anna-Schacht) mit Dampffördermaschine aus dem Jahre 1914
  - Důl Vojtěch (Adalbert-Schacht) mit 1870 erbauten Malakoff-Förderturm und einer 1889 errichteten Dampffördermaschine
  - Ševčinský důl (Kaiser-Franz-Joseph-Schacht) mit 1879 erbauten Malakoffturm
  - Grubenbahn Ševčinský důl – Důl Vojtěch mit einer Spurweite von 600 mm, sie wurde 1884 angelegt
  - Mariánská štola (Maria Stolln), er ist seit 1994 öffentlich befahrbar
  - Prokopská štola (Prokop-Stolln)
  - Štola Wasserlauf (Wasserlauf-Stolln) zwischen den Gruben Anna und Adalbert
  - Ševčinská štola (Kaiser-Franz-Joseph-Stolln)
- Tagesanlagen des ehemaligen Prokop-Schachtes mit Stahlbetonfördergerüst, sie befinden sich in ruinösem Zustand und sind nicht öffentlich zugänglich
- Tagegebäude des Maria-Schachtes mit Ausstellung des Vereins Prokop zum Grubenrettungswesen, vor dem Schacht befinden sich zwei Denkmale für das Grubenunglück
- Ehemaliges Schichtamtsgebäude
- Historische Bergmannskneipe „Na Vršíčku“, Geburtshaus von Antonín Jedlička
- Friedhof mit zwei Massengräbern und Obelisk für die Opfer des Grubenunglücks von 1892
- Denkmal für die Gefallenen des Ersten Weltkrieges

## Söhne und Töchter des Ortes
- Adalbert Eschka (1834–1874), österreichischer Wardein
- Josef Bartoš (1861–1924), Komponist
- Karel Babánek (1872–1937), Dichter und Schriftsteller
- Jiří Baborovský (1875–1946), Chemiker
- František Suchý Pražský (1891–1973), Komponist und Autor
- Karel Petrů (1891–1949), Journalist, Autor und Fußballfunktionär
- Karel Hojden (1893–1975), Maler und Graphiker
- Hermína Týrlová (1900–1993), Regisseurin und Trickfilmproduzentin
- Zdeněk Pilous (1912–2000), Bryologe
- Antonín „Strýček“ Jedlička (1923–1993), Schauspieler und Komiker
- Bohuslav Korejs (1925–2023), Organist und Komponist